# 第69回全国高等学校野球選手権大会
第69回全国高等学校野球選手権大会（だい69かいぜんこくこうとうがっこうやきゅうせんしゅけんたいかい）は、1987年（昭和62年）8月8日から8月21日までの14日間にかけて、阪神甲子園球場で行われた全国高等学校野球選手権大会である。

## 概要
PL学園が史上4校目の春夏連覇を達成した。
前大会まで初戦のベンチは東ブロックのチームが一塁側、西ブロックのチームが三塁側と決められていたが、今大会から西ブロックのチームが一塁側、東ブロックのチームが三塁側に入れ替わった。
抽選会で7日目の第3試合の一塁側が空位となった唯一の大会でもある。

## 代表校
| 東日本   | 東日本       | 東日本        |
| 地方大会 | 代表校       | 出場回数      |
| -------- | ------------ | ------------- |
| 北北海道 | 帯広北       | 初出場        |
| 南北海道 | 函館有斗     | 2年ぶり5回目  |
| 青森     | 八戸工大一   | 4年ぶり2回目  |
| 岩手     | 一関商工     | 2年連続3回目  |
| 秋田     | 秋田経法大付 | 5年ぶり3回目  |
| 山形     | 東海大山形   | 3年連続4回目  |
| 宮城     | 東北         | 2年ぶり15回目 |
| 福島     | 日大東北     | 初出場        |
| 茨城     | 常総学院     | 初出場        |
| 栃木     | 足利工       | 3年ぶり6回目  |
| 群馬     | 中央         | 初出場        |
| 埼玉     | 浦和学院     | 2年連続2回目  |
| 山梨     | 東海大甲府   | 4年連続6回目  |
| 千葉     | 習志野       | 7年ぶり6回目  |
| 東東京   | 帝京         | 4年ぶり2回目  |
| 西東京   | 東亜学園     | 2年連続2回目  |
| 神奈川   | 横浜商       | 2年連続6回目  |
| 長野     | 上田         | 30年ぶり2回目 |
| 新潟     | 新発田農     | 6年ぶり4回目  |
| 富山     | 高岡商       | 2年ぶり12回目 |
| 石川     | 金沢         | 7年ぶり4回目  |
| 静岡     | 静岡         | 5年ぶり19回目 |
| 愛知     | 中京         | 4年ぶり22回目 |
| 岐阜     | 県岐阜商     | 4年連続18回目 |
| 三重     | 明野         | 2年連続5回目  |

| 西日本   | 西日本     | 西日本        |
| 地方大会 | 代表校     | 出場回数      |
| -------- | ---------- | ------------- |
| 福井     | 福井商     | 2年連続8回目  |
| 滋賀     | 伊香       | 14年ぶり3回目 |
| 京都     | 北嵯峨     | 初出場        |
| 奈良     | 天理       | 2年連続13回目 |
| 和歌山   | 智弁和歌山 | 初出場        |
| 大阪     | PL学園     | 2年ぶり10回目 |
| 兵庫     | 明石       | 3年ぶり6回目  |
| 岡山     | 関西       | 5年ぶり3回目  |
| 鳥取     | 八頭       | 初出場        |
| 広島     | 広島商     | 3年ぶり20回目 |
| 島根     | 江の川     | 12年ぶり2回目 |
| 山口     | 徳山       | 初出場        |
| 香川     | 尽誠学園   | 2年連続2回目  |
| 愛媛     | 宇和島東   | 初出場        |
| 徳島     | 池田       | 2年連続6回目  |
| 高知     | 伊野商     | 初出場        |
| 福岡     | 東筑       | 9年ぶり4回目  |
| 佐賀     | 佐賀工     | 19年ぶり2回目 |
| 長崎     | 長崎商     | 18年ぶり6回目 |
| 熊本     | 九州学院   | 12年ぶり3回目 |
| 大分     | 柳ヶ浦     | 11年ぶり2回目 |
| 宮崎     | 延岡工     | 初出場        |
| 鹿児島   | 鹿児島商工 | 2年ぶり6回目  |
| 沖縄     | 沖縄水産   | 4年連続4回目  |

## 試合結果

### 1回戦
| 試合日  | 試合順  | 勝利       | スコア | 敗戦       | 備考     |
| ------- | ------- | ---------- | ------ | ---------- | -------- |
| 8月8日  | 第1試合 | 天理       | 7 - 3  | 明野       |          |
| 8月8日  | 第2試合 | PL学園     | 7 - 2  | 中央       |          |
| 8月8日  | 第3試合 | 金沢       | 3 - 2  | 八頭       |          |
| 8月9日  | 第1試合 | 東海大山形 | 2 - 1  | 徳山       |          |
| 8月9日  | 第2試合 | 東北       | 2 - 1  | 智弁和歌山 |          |
| 8月9日  | 第3試合 | 習志野     | 3 - 2  | 東筑       | 延長10回 |
| 8月9日  | 第4試合 | 東亜学園   | 2 - 1  | 伊野商     |          |
| 8月10日 | 第1試合 | 池田       | 5x - 4 | 八戸工大一 |          |
| 8月10日 | 第2試合 | 中京       | 11 - 1 | 伊香       |          |
| 8月10日 | 第3試合 | 柳ヶ浦     | 2 - 0  | 帯広北     |          |
| 8月10日 | 第4試合 | 横浜商     | 4 - 0  | 江の川     |          |
| 8月11日 | 第1試合 | 県岐阜商   | 2 - 0  | 広島商     |          |
| 8月11日 | 第2試合 | 沖縄水産   | 3 - 2  | 函館有斗   |          |
| 8月11日 | 第3試合 | 帝京       | 6 - 1  | 明石       |          |
| 8月11日 | 第4試合 | 九州学院   | 5 - 0  | 新発田農   |          |
| 8月12日 | 第1試合 | 延岡工     | 4 - 3  | 日大東北   |          |
| 8月12日 | 第2試合 | 常総学院   | 5 - 2  | 福井商     |          |

### 2回戦
| 試合日  | 試合順  | 勝利       | スコア | 敗戦         | 備考     |
| ------- | ------- | ---------- | ------ | ------------ | -------- |
| 8月12日 | 第3試合 | 高岡商     | 5 - 4  | 長崎商       |          |
| 8月13日 | 第1試合 | 北嵯峨     | 4 - 3  | 秋田経法大付 | 延長10回 |
| 8月13日 | 第2試合 | 佐賀工     | 2 - 1  | 東海大甲府   |          |
| 8月13日 | 第3試合 | 関西       | 6 - 2  | 静岡         |          |
| 8月13日 | 第4試合 | 鹿児島商工 | 3x - 2 | 足利工       | 延長10回 |
| 8月14日 | 第1試合 | 尽誠学園   | 5 - 2  | 浦和学院     |          |
| 8月14日 | 第2試合 | 一関商工   | 3 - 0  | 宇和島東     |          |
| 8月14日 | 第3試合 | 習志野     | 5 - 2  | 上田         |          |
| 8月14日 | 第4試合 | 東亜学園   | 3 - 2  | 金沢         |          |
| 8月15日 | 第1試合 | 中京       | 2x - 1 | 池田         | 延長10回 |
| 8月15日 | 第2試合 | 東海大山形 | 9 - 7  | 県岐阜商     |          |
| 8月15日 | 第3試合 | PL学園     | 7 - 2  | 九州学院     |          |
| 8月15日 | 第4試合 | 延岡工     | 5 - 2  | 柳ヶ浦       |          |
| 8月16日 | 第1試合 | 帝京       | 3 - 0  | 東北         | [ 1 ]    |
| 8月16日 | 第2試合 | 横浜商     | 1 - 0  | 天理         |          |
| 8月16日 | 第3試合 | 常総学院   | 7 - 0  | 沖縄水産     |          |

### 3回戦
| 試合日  | 試合順  | 勝利     | スコア | 敗戦       |
| ------- | ------- | -------- | ------ | ---------- |
| 8月17日 | 第1試合 | 常総学院 | 6 - 0  | 尽誠学園   |
| 8月17日 | 第2試合 | 北嵯峨   | 3 - 2  | 東海大山形 |
| 8月17日 | 第3試合 | 東亜学園 | 3 - 0  | 延岡工     |
| 8月17日 | 第4試合 | PL学園   | 4 - 0  | 高岡商     |
| 8月18日 | 第1試合 | 中京     | 4 - 1  | 鹿児島商工 |
| 8月18日 | 第2試合 | 習志野   | 12 - 4 | 佐賀工     |
| 8月18日 | 第3試合 | 帝京     | 1 - 0  | 横浜商     |
| 8月18日 | 第4試合 | 関西     | 4 - 2  | 一関商工   |

### 準々決勝
| 試合日  | 試合順  | 勝利     | スコア | 敗戦   |
| ------- | ------- | -------- | ------ | ------ |
| 8月19日 | 第1試合 | PL学園   | 4 - 1  | 習志野 |
| 8月19日 | 第2試合 | 常総学院 | 7 - 4  | 中京   |
| 8月19日 | 第3試合 | 帝京     | 5 - 0  | 関西   |
| 8月19日 | 第4試合 | 東亜学園 | 3 - 0  | 北嵯峨 |

### 準決勝
| 試合日  | 試合順  | 勝利     | スコア | 敗戦     | 備考     |
| ------- | ------- | -------- | ------ | -------- | -------- |
| 8月20日 | 第1試合 | PL学園   | 12 - 5 | 帝京     |          |
| 8月20日 | 第2試合 | 常総学院 | 2x - 1 | 東亜学園 | 延長10回 |

### 決勝
8月21日
|          | 1 | 2 | 3 | 4 | 5 | 6 | 7 | 8 | 9 | R | H  | E |
| -------- | - | - | - | - | - | - | - | - | - | - | -- | - |
| PL学園   | 1 | 1 | 0 | 2 | 0 | 0 | 0 | 0 | 1 | 5 | 13 | 1 |
| 常総学院 | 0 | 0 | 0 | 0 | 0 | 0 | 1 | 1 | 0 | 2 | 10 | 2 |

1. （Ｐ）：野村、岩崎 - 伊藤
2. （常）：島田 - 橘原
3. 審判
［球審］布施
［塁審］本郷・田中・片岡
4. 試合時間：1時間59分

| PL学園 | PL学園 | PL学園            |
| 打順   | 守備   | 選手              |
| ------ | ------ | ----------------- |
| 1      | [二]   | 尾崎晃久（3年）   |
| 2      | [捕]   | 伊藤敬司（3年）   |
| 3      | [遊]   | 立浪和義（3年）   |
| 4      | [一]   | 片岡篤史（3年）   |
| 5      | [右]   | 長谷川将樹（3年） |
| 6      | [投]左 | 野村弘（3年）     |
| 7      | [左]   | 桑田泉（3年）     |
|        | 投     | 岩崎充宏（3年）   |
| 8      | [三]   | 宮本慎也（2年）   |
| 9      | [中]   | 蔵本新太郎（3年） |

| 常総学院 | 常総学院 | 常総学院        |
| 打順     | 守備     | 選手            |
| -------- | -------- | --------------- |
| 1        | [二]右   | 江原修一（3年） |
| 2        | [捕]     | 橘原剛（3年）   |
| 3        | [遊]二遊 | 仁志敏久（1年） |
| 4        | [投]     | 島田直也（3年） |
| 5        | [三]     | 福井隆博（2年） |
| 6        | [左]右   | 川原潤一（3年） |
|          | 二遊     | 春川昌丈（2年） |
|          | 打       | 高橋健司（2年） |
|          | 二       | 佐川友宏（3年） |
| 7        | [一]     | 増田聡（3年）   |
| 8        | [中]     | 溜井一男（3年） |
| 9        | [右]     | 井上利博（3年） |
|          | 左       | 大槻義則（3年） |

## 大会本塁打
1回戦
- 第1号：緑川博之（天理）
- 第2号：綾木進一（八頭）
- 第3号：靏本浩司（徳山）
- 第4号：桑原高志（池田）
- 第5号：古沢直樹（横浜商）
- 第6号：左座哲也（九州学院）
- 第7号：武藤康二（九州学院）
- 第8号：渡辺竜二（九州学院）
- 第9号：鈴木昌宏（日大東北）
- 第10号：三津邦博（延岡工）
- 第11号：寺本祐一郎（福井商）

2回戦
- 第12号：伊良部秀輝（尽誠学園）
- 第13号：垂水勝（金沢）
- 第14号：宝角泰章（東海大山形）
- 第15号：立浪和義（PL学園）
- 第16号：尾崎晃久（PL学園）
- 第17号：深瀬猛（PL学園）
- 第18号：内藤博文（延岡工）
- 第19号：古沢直樹（横浜商）

3回戦
- 第20号：川原潤一（常総学院）
- 第21号：海藻幹弘（北嵯峨）
- 第22号：畑地久幸（東海大山形）
- 第23号：深瀬猛（PL学園）
- 第24号：首藤智男（中京）
- 第25号：首藤智男（中京）

準々決勝
- 第26号：江原修一（常総学院）
- 第27号：仁志敏久（常総学院）

準決勝
- 第28号：立浪和義（PL学園）
- 第29号：小沢寿和（帝京）
- 第30号：野村弘（PL学園）
- 第31号：藤波弘（帝京）
- 第32号：島田直也（常総学院）

## 記録
| 記録               | 選手名           | 対戦校      | 補足           |
| ------------------ | ---------------- | ----------- | -------------- |
| ノーヒットノーラン | 芝草宇宙（帝京） | 2回戦・東北 | 大会史上20人目 |

## その他の主な出場選手
- 盛田幸妃（函館有斗）
- 水沢英樹（秋田経法大付）
- 斎藤隆（東北）
- 石井忠徳（足利工）
- 鈴木健（浦和学院）
- 谷口英功（浦和学院）
- 久慈照嘉（東海大甲府）
- 城友博（習志野）
- 川島堅（東亜学園）
- 進藤達哉（高岡商）
- 尾山敦（高岡商）
- 岩井大（金沢）
- 赤堀元之（静岡）
- 梶山義彦（静岡）

- 後藤孝次（中京）
- 木村龍治（中京）
- 大道典良（明野）
- 橋本清（PL学園）
- 松岡大吾（関西）
- 谷繁元信（江の川）
- 佐伯貴弘（尽誠学園）
- 江口孝義（佐賀工）
- 古沢淳（九州学院）
- 清原雄一（柳ヶ浦）
- 柳田聖人（延岡工）
- 川名慎一（鹿児島商工）
- 吉鶴憲治（鹿児島商工）
- 上原晃（沖縄水産）
- 伊礼忠彦（沖縄水産）